# Gliese 707
Gliese 707 è una stella di classe spettrale K7-V o M0-V, a seconda dei cataloghi presi in considerazione. Di magnitudine 8,37 e distante 42,7 anni luce dal sistema solare, si trova nella costellazione australe della Corona Australe. Si tratta di una nana arancione o nana rossa con una luminosità che è appena il 13% di quella solare, che nonostante la relativa vicinanza non è visibile a occhio nudo.